# Palazzo di Giacomo Mattei

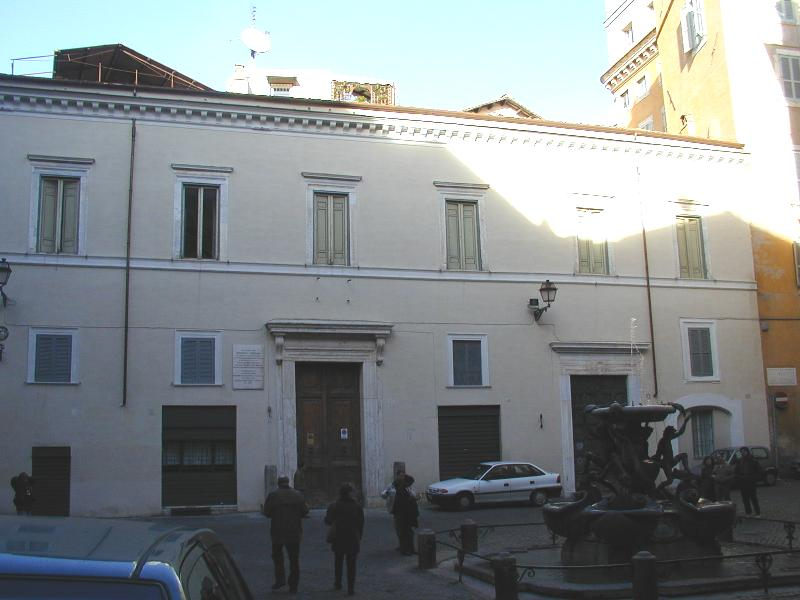
Vista do palácio na Piazza Mattei

Palazzo di Giacomo Mattei, também conhecido como Palazzetto Mattei, é um palácio renascentista localizado na Piazza Mattei, no rione Sant'Angelo de Roma. É parte da chamada Isola Mattei, um quarteirão inteiro ocupado por vários palácios da família (os outros são o Palazzo Mattei di Giove, o Palazzo Mattei Paganica e o Palazzo Mattei-Caetani).

## História

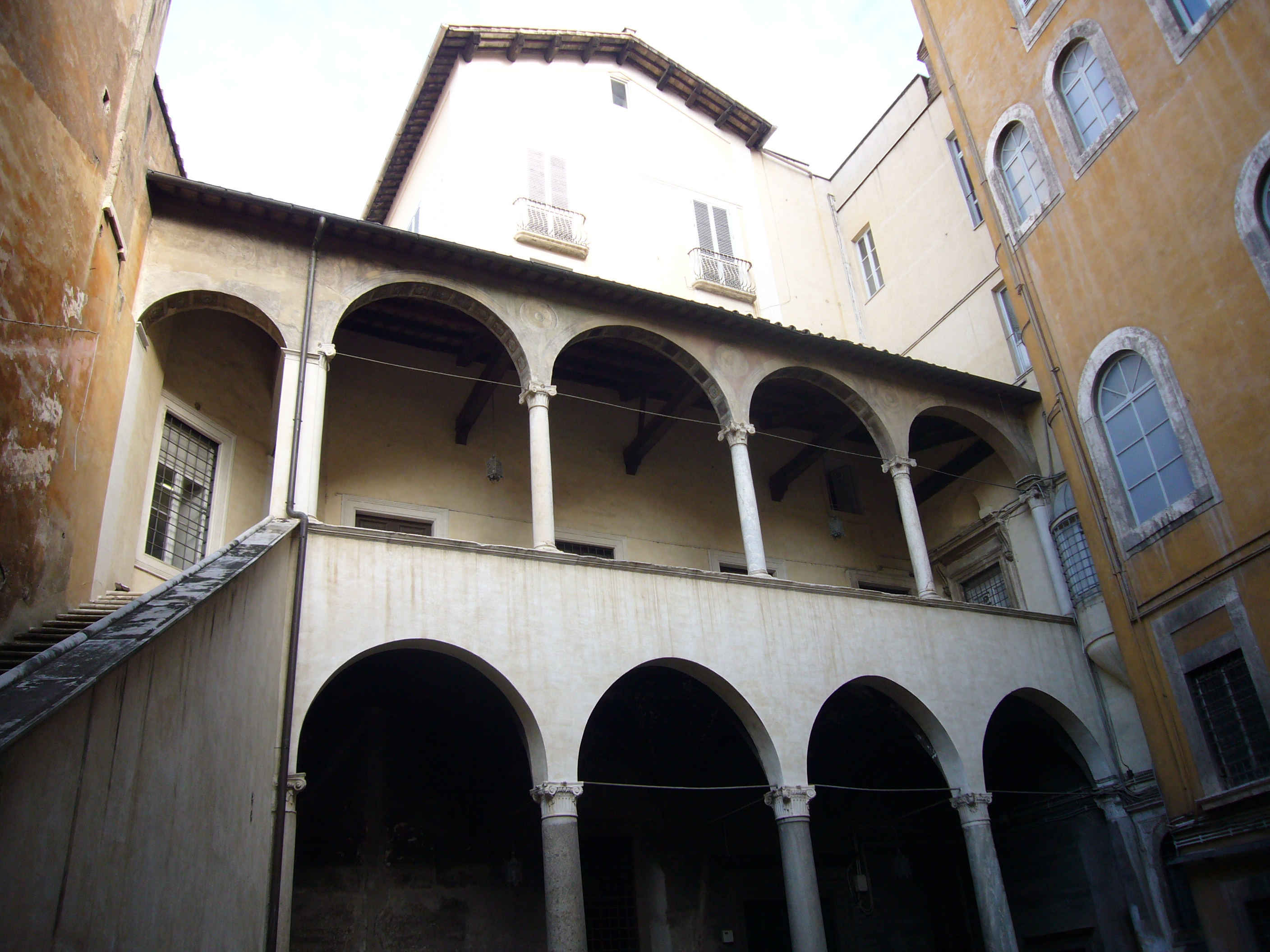
Vista do pátio interno renascentista

O palácio é na verdade constituído por dois edifícios, um deles mais antigo (nº 19), realizado no final do século XV e é caracterizado por um belo portal em mármore branco com o brasão dos Mattei que leva a um belo pátio interno com dois pisos de arcadas e lógias ligados por uma grandiosa escadaria. Este palácio foi notado em 1495 como Casa di Domenico Mattei, mas foi depois reestruturado pelo sobrinho dele, Giacomo Mattei, na metade do século seguinte, quando foi construída uma fachada única ligando-o ao edifício vizinho (nº 17), obra de Nanni di Baccio Bigio e que tem um outro pátio com um pórtico de colunas de mármore amarelo.
A fachada, originalmente com afrescos grisaille de Taddeo Zuccari representando "A História de Fúrio Camilo", hoje completamente perdido, é caracterizada por uma janela emparedada sobre a qual se conta uma lenda. Um dos duques Mattei, jogador inveterado, teria perdido uma imensa soma em dinheiro numa noite e seu futuro sogro, ao saber, lhe recusou a mão de sua filha. O duque, ansioso por se desculpar, convidou-o ao seu palácio e preparou-lhe uma bela recepção logo ao amanhecer. Durante a noite, ele mandou colocar, na frente de seu palácio, uma belíssima fonte e, na manhã seguinte, convidou seu futuro sogro a olhar pela janela dizendo: "Ecco cosa è capace di fare in poche ore uno squattrinato Mattei!" ("Isto é o que pode fazer um Mattei sem dinheiro em poucas horas!"). Desta forma ele conseguiu de volta a mão da garota, mas, para lembrar sua vergonha, o duque mandou emparedar a janela. A fonte citada é a belíssima Fontana delle Tartarughe, construída em 1581 por Taddeo Landini.